# Мамлина, Анастасия Витальевна
Анастасия Витальевна Мамлина (род. 23 января 1993 года, Дубки) — российская легкоатлетка, специализирующийся в метании копья и толкании ядра. Бронзовый призёр Сурдлимпийских игр 2017 года. Многократный призёр чемпионатов мира и Европы, многократная чемпионка России среди глухих спортсменов. Заслуженный мастер спорта России (2017). Рекордсменка России в метании копья среди глухих спортсменов.

## Биография
Анастасия Витальевна Мамлина родилась 23 января 1993 года в посёлке Дубки Саратовской области. Тренировалась в Чебоксарской детско-юношеской спортивно-адаптивной школе, затем — в Чебоксарском училище олимпийского резерва.
В 2013 году на Сурдлимпийских играх в Софии заняла 5 место в толкании ядра и 8 место в метании копья.
В 2017 году на Сурдлимпийских играх в Самсуне завоевала бронзовую медаль в метании копья, и за это достижение была удостоена звания «Заслуженный мастер спорта России».

## Основные результаты
| Год  | Соревнования        | Место проведения | Дисциплина | Место | Результат |
| ---- | ------------------- | ---------------- | ---------- | ----- | --------- |
| 2013 | Сурдлимпийские игры | София, Болгария  | копьё      | 8     | 38,40 м   |
| 2013 | Сурдлимпийские игры | София, Болгария  | ядро       | 5     | 12,00 м   |
| 2017 | Сурдлимпийские игры | Самсун, Турция   | копьё      | 3     | 45,68 м   |
| 2017 | Сурдлимпийские игры | Самсун, Турция   | ядро       | 5     | 13,68 м   |